# Smilasterias scalprifera
Smilasterias scalprifera is een zeester uit de familie Stichasteridae.
De wetenschappelijke naam van de soort werd in 1889 gepubliceerd door Percy Sladen.